# Thousand Oaks
Thousand Oaks je město nacházející se v okrese Ventura County ve státě Kalifornie ve Spojených státech amerických. Ve Ventura County jde o druhé největší město po městě Oxnard. Město se nachází asi 64 kilometrů od centra Los Angeles. Thousand Oaks se nachází ve samotném středu Conejo Valley.
K roku 2020 zde žilo 126 966 obyvatel. S celkovou rozlohou 144 km² byla hustota zalidnění 880 obyvatel na km². Název Thousand Oaks v doslovném překladu znamená Tisíce dubů. Město tak bylo pojmenováno proto, že v oblasti, kde se nachází a jejím okolí se velmi hojně vyskytovaly duby. Mezi lety 2010 a 2020 populace města stagnovala na čísle necelých 127 tisíc obyvatel. Až do 50. let 20. století bylo hlavním zdrojem příjmů města zemědělství, které se v oblasti hojně uplatňovalo. Od druhé poloviny 20. století ale město založilo rozmach, když se v něm usídlilo mimo jiné několik technologických a výzkumných společností.
V listopadu 2018 ve městě proběhla masová střelba, při které zemřelo 13 osob včetně pachatele.